# سيمون هينتون
سيمون هينتون (21 مارس 1968 في نيوزيلندا - ) (بالإنجليزية: Simon Hinton)‏ هو لاعب كريكت نيوزلندي.

## وصلات خارجية
- سيمون هينتون على موقع إي آس بي آن كريك إنفو (الإنجليزية)